# Констанція Арпад
Блаженна Констанція (17 лютого 1180 — 6 грудня 1240) — принцеса з династії Арпад, донька короля Угорщини Бели III і Агнеси Антіохійської. Королева Богемії, дружина короля Оттокара I.

## Ім'я
Очевидно була названа на честь своєї легендарної бабусі Констанції Отвільської.

## Біографія
Констанція була молодшою дочкою короля Угорщини Бели III і його першої дружини, Антіохійської княжни Агнеси. По батьківській лінії була онукою Гези II і Єфросинії Київської. По материнській лінії доводилась онукою Рено де Шатійон і антіохійської княгині Констанції.
24 травня 1189 року німецька армія під командуванням імператора Священної Римської імперії Фрідріха Барбаросси, що рушила в Третій хрестовий похід, вступила в межі Угорщини.
Король Бела III особисто не брав участі в Хрестовому поході, але надавав Фрідріху знаки щирої прихильності. Крім того, відбулися заручини 9-річної Констанції, молодшої дочки Бели, і 22-річного Фрідріха Швабського, сина Барбаросси.
Фрідріх вирушав у похід разом з батьком. 1190 року, після загибелі імператора, він перейняв командування на себе. Провівши через Антіохійське князівство залишки армії, він з'єдналася з християнським військом під Акрою. Але 20 січня 1191 Фрідріх помер від малярії при облозі фортеці.
1199 року Констанція вийшла заміж за Богемського короля Оттокара I. Він був старший за дружину на двадцять п'ять років і щойно розлучився з Аделгейдою Мессенською. Перший шлюб був розірваний під приводом кровного споріднення, незважаючи на те, що подружжя прожило разом двадцять років і у них було четверо дітей. Адельгейда не хотіла відмовлятися від своїх прав і послала скаргу Папі Римському Інокентію III про незаконність розірвання свого шлюбу.
1205 року вона ненадовго повернулася до Праги. Незадовго до цього в шлюбі Оттокара і Констанції настала криза, в результаті нещасного випадку загинув їхній єдиний син Вратислав.
Констанція була віддалена від двору. Вже у вигнанні вона народила сина Вацлава, названого на честь Святого Вацлава . Оттокар негайно оголосив його своїм спадкоємцем. Папський суд визнав розлучення Адельгейди і Оттокара дійсним, і Констанції було дозволено повернутися до чоловіка. Адельгейда продовжувала вимагати перегляду справи. Процес тягнувся до самої її смерті в 1211 році.
Констанція брала активну участь в державних і суспільних справах, про що свідчать численні документи підписані нею нарівні з чоловіком. Збереглися також її прохання чоловікові про пожертвування на різні цілі.
У грудні 1230 помер Оттокар. Після його смерті Констанція заснувала монастир Порта-Коельо в Моравії. Там вона провела останні роки життя. Померла 6 грудня 1240 року переживши чоловіка на десять років.

## Родина
Чоловік — Оттокар I, король Богемії
Діти:
- Вратислав (бл. 1200—1209) — помер в дитинстві.
- Юдит (1202—1230) — одружена з герцогом Каринтії Бернардом, мала четверо дітей.
- Ганна (1204—1265) — одружена з князем Сілезії Генрихом II, мала десять дітей.
- Агнес (1203—1211) — померла в дитинстві.
- Вацлав I (1205—1253) — король Богемії 1230—1253 рр. Мав п'ятеро дітей.
- Владислав (1207—1228) — маркграф Моравії 1222—1228 рр. Не одружений, дітей не мав.
- Пржемисл (1209—1239) — маркграф Моравії в 1228—1239 годах. Одружений з Маргаритою, онукою Фрідриха Барбаросси, дітей не було.
- Божена (Вільгельміна) (1210—1281)
- Агнеса (1211—1282) — засновниця і абатиса Монастиря Кларисок в Празі. Канонізована Папою Іваном Павлом II у 1989 році.

## Генеалогія
Констанція веде свій родовід, в тому числі, й від Великих князів Київських з роду Мономаховичів та Ярославичів.